# シャン・ツツイ
シャン・S・ツツイ（英語: Shan S. Tsutsui、1971年8月9日 - ）は、アメリカ合衆国の政治家。日系人である。2012年12月27日から2018年1月31日まで、ニール・アバークロンビー及びデービッド・イゲの2代のハワイ州知事の時に12代目ハワイ州副知事を務めた。また、ハワイ州上院議員（2003年 - 2012年）、12代目ハワイ州上院議長（2010年11月6日 - 2012年12月27日）を歴任した。

## 経歴

### 前歴
1971年8月9日にハワイ州ワイルクに誕生する。1989年にマウイ高等学校・ハワイ大学マノア校を卒業し、経済学士を取得した。

### 州上院議員
2003年から2012年に副知事に就任するまでの間、ハワイ州上院議員を務めた。ワイヒー＝ワイエフ、ワイルク、カフルイからなる4区を地盤とした。後に5区に鞍替えした。

### 副知事
ダニエル・イノウエ連邦上院議員の死後、ニール・アバークロンビー州知事は、ブライアン・シャッツ副知事をイノウエの後任の上院議員に推挙した。ツツイはシャッツの後継の副知事に就任した。なお州知事は3人の副知事候補を用意しており、ツツイが就任を辞退した場合には、ハワイ州下院議長カルヴィン・セイが就任し、州法務長官のデービッド・M・ルーイが後任の議長に就任する予定であった。副知事就任の打診を州知事から受けた後、家族で話し合い数日後に受諾した。

### 退任後
ストラテジー360に就職した。

## 家族
妻であるリンデル・リーとの間に3人の娘がいる。

## 脚註
1. ↑  Osher, Wendy (2012年12月14日). “House Leadership to be Determined on Opening Day”. Maui News
2. 1 2  “Senator Shan S. Tsutsui”. capitol.hawaii.gov. 2012年12月18日閲覧。
3. ↑  “State Senate chooses Donna Kim as new president”. Honolulu Star Advertiser. (2012年12月28日)
4. 1 2  “Hawaii governor names Democrat, Lt. Gov. Brian Schatz, to succeed Inouye in US Senate”. The Washington Post. Associated Press. (2012年12月26日)
5. 1 2  “Tsutsui may be affected by choice to fill vacancy”. The Maui News. (2011年12月21日)
6. ↑  Tran, Cam (2012年12月27日). “Tsutsui's promotion causes ripple effect: Senate to vote on new president on opening day”. KITV
7. ↑  Dayton, Kevin (2018年1月29日). “Tsutsui resigning as lieutenant governor to join private sector”. 2018年1月30日閲覧。